# Colegio de la Abogacía de Madrid
El Ilustre Colegio de la Abogacía de Madrid (hasta 2022, Ilustre Colegio de Abogados de Madrid), es una corporación profesional de derecho público que agrupa a los abogados, sean ejercientes o no, cuya principal actividad profesional se desarrolle en la Comunidad de Madrid, a excepción de Alcalá de Henares, que cuenta con su propio Colegio. La colegiación es obligatoria. Entre sus funciones, según sus estatutos, destaca la ordenación de la actividad profesional, la organización y gestión de los servicios jurídicos gratuitos como el turno de oficio o la asistencia letrada al detenido, promover la imagen de la abogacía así como evitar el intrusismo laboral. Fue fundado en 1596 por un grupo de treinta y siete abogados de la Corte de Felipe II. Hasta el siglo XIX era reconocido como el Colegio de Abogados de la Corte, con una proyección nacional que favoreció la extensión de su modelo organizativo al resto de Colegios creados a partir del siglo XVIII.
Se organiza internamente a través de una Junta General, formada por todos los colegiados, que se celebra al menos dos veces al año y elige en voto directo y secreto, cada cinco años, a una Junta de Gobierno formada por diez diputados, un Tesorero, un Bibliotecario, un Secretario y presidida por un Decano. El actual decano es Eugenio Ribón Seisdedos. Forma parte del Consejo General de la Abogacía Española que reúne a los Colegios de Abogados de toda España. En diciembre de 2023 contaba con 74.582 personas colegiadas, distribuidas en 45.233 ejercientes y 29.349 no ejercientes. La sede principal del Colegio se sitúa en dos edificios de la calle Serrano (9-11), aunque en 2014 se abrió una nueva sede para la zona sur de Madrid en Móstoles y cuenta con oficinas de enlace o salas de la abogacía en la mayoría de los juzgados de la comunidad de Madrid.

## Historia
Es el tercer Colegio de Abogados más antiguo de España tras los de Zaragoza y de Valladolid. A lo largo del siglo XVI distintos grupos de abogados se reunieron en cofradías de carácter religioso que fueron el antecedente de la corporación; el 13 de agosto de 1595 treinta y siete abogados se reunieron en el convento de San Felipe para fundar la congregación madrileña, si bien no fue oficialmente establecida hasta el 15 de julio de 1596 por una Real Provisión de Felipe II en el que se aprobaban las "Ordenanzas de la Congregación de Abogados de la Corte". Hasta los estatutos de 1732 no se reguló el acceso a la profesión por primera vez y se implantaron los requisitos que ya se venían exigiendo de forma oficiosa desde 1684, como las pruebas limpieza de sangre que no se abolieron hasta 1835 o la obligatoriedad de colegiarse para atender asuntos en la Corte.

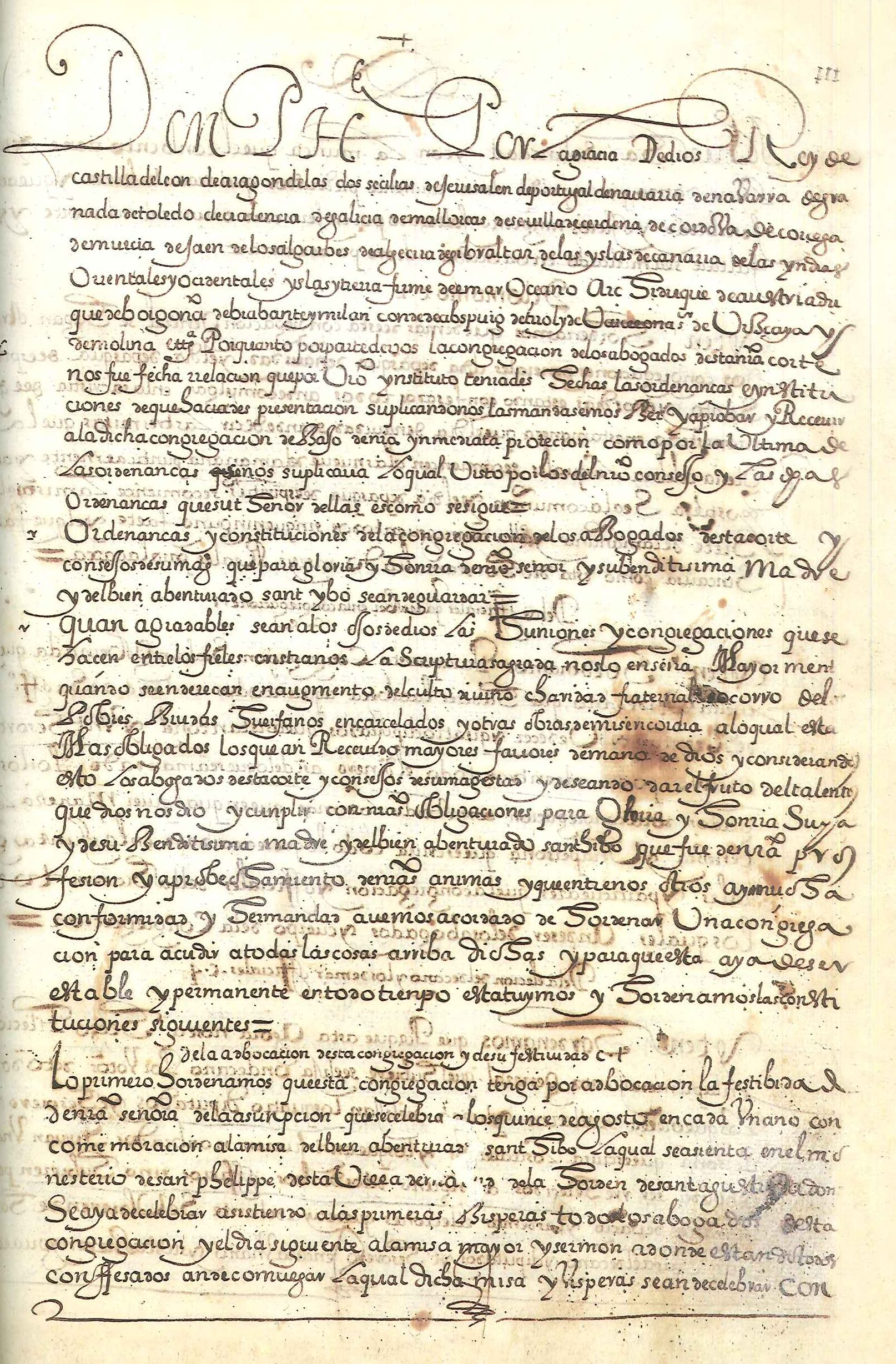
Primera página de la Real Provisión de Felipe II de 15 de julio de 1596 por las que se aprueban y confirman las Ordenanzas de la Congregación de los Abogados de la Corte

Su posición como "Colegio de la Corte" le dio un papel predominante en la profesionalización de la abogacía durante los siglos XVII y XVIII. Sus estatutos de 1732, donde se autodenomina por primera vez como Colegio de Abogados, así como la regulación básica de los denominados como abogados de pobres sirvieron como base para la mayor parte de los Colegios que se crearon en este siglo que llegaron a denominarse incluso "como filiales del de Madrid". De esta forma, y al menos hasta el siglo XIX, el Colegio se configuró desde una doble perspectiva: la base asociativa local y una proyección nacional desde el centro de la Corte.
En 1838 se promulgó primera regulación estatal que afectaba por igual a todos los Colegios de Abogados. Los nuevos estatutos de 1838, de cumplimiento para todas las corporaciones del país, simplificaron los requisitos de inscripción: se eliminó cualquier referencia a la genealogía o a la moral de los pretendientes al que se exigía solamente el título de abogado o certificación de pertenecer a otro Colegio. A partir de este momento se desarrollan las instituciones internas del Colegio como las Juntas de Gobierno o las sociedades de socorros mutuos. El desarrollo del Colegio en el siglo XIX se vio determinado por la figura de Manuel Cortina, decano entre 1847 y 1878. Su larga permanencia en el decanato y su actividad política permitieron que el Colegio tuviera un papel destacado en el desarrollo jurídico del régimen liberal español. Asimismo durante su mandato se consolidó el funcionamiento interno de la corporación y se creó, en 1852, la Biblioteca del Colegio. A lo largo de todo este periodo destaca la participación de los juristas del Colegio en la labor codificadora iniciada a principios de siglo.
Los estatutos de 1920 se aplicaron solo al Colegio de Madrid por primera vez desde los de 1732. Los nuevos estatutos permitieron la incorporación de las mujeres: Carmen López Bonilla fue la primera en iniciar los trámites, en 1921, si bien no los completó hasta 1930. La primera mujer en incorporarse de forma efectiva en la corporación fue Victoria Kent en 1925. Después de la guerra civil y tras el nombramiento de una junta de gobierno provisional por la Falange se llevó a cabo un proceso de depuración que conllevó la expulsión de los desafectos al nuevo régimen. Aunque la junta de la Falange abandono sus funciones en julio de 1939 hasta 1951 no se volvió a elegir al Decano de forma directa por los colegiados. En los años cuarenta la corporación participó en la creación de un organismo que englobara a todos los Colegios de España, lo que se concretó en 1943 con la creación del Consejo General de la Abogacía Española.

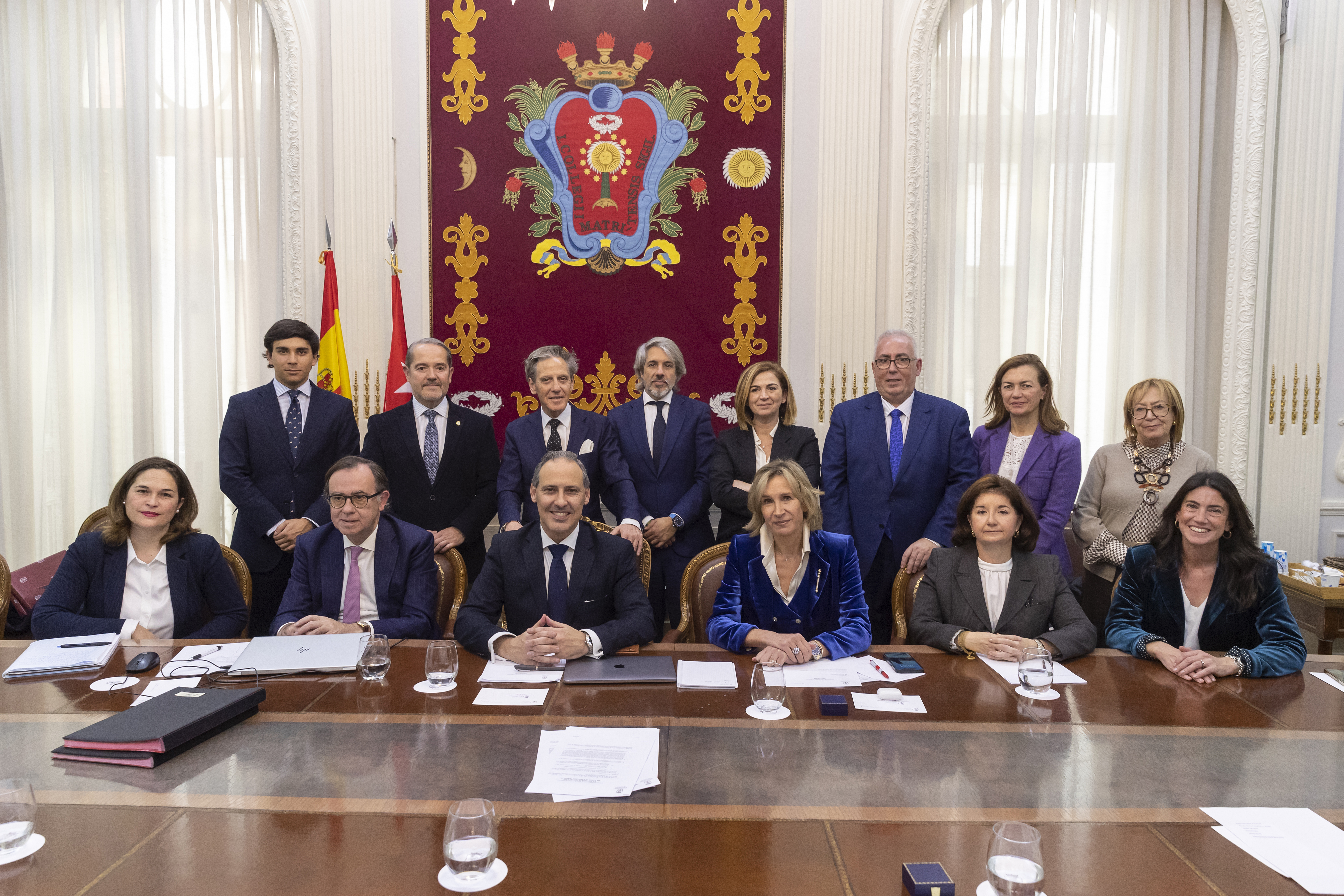
Junta de Gobierno del Ilustre Colegio de la Abogacía de Madrid elegida en 2022, presidida por el decano Eugenio Ribón Seisdedos

En el final de franquismo la corporación también participó en las turbulencias políticas del momento, con una importante participación de colegiados en la oposición antifranquista.  El Gobierno franquista llegó a intervenir en 1972 para evitar varias candidaturas a la junta de gobierno del Colegio de opositores como Enrique Tierno Galván, Pablo Castellano o José María Gil-Robles lo que llevó a la suspensión de las elecciones por la retirada del resto de candidatos. Pedrol Rius, que ocupó el cargo de Decano desde 1972 hasta 1992, adaptó las instituciones de la corporación al nuevo marco constitucional. En el mandato de su sucesor Luis Martí Mingarro se aprobaron los últimos estatutos vigentes del Colegio, de 2007. En 2012, Sonia Gumpert Melgosa ganó las elecciones para decana, convirtiéndose así en la primera mujer en ocupar el cargo en la corporación madrileña. Durante su mandato se organizó en abril de 2015 el I Congreso de la Abogacía Madrileña y se avanzó en la descentralización de la corporación con la apertura de una nueva sede en Móstoles para la zona sur de Madrid. En las siguientes elecciones Gumpert no se presentó a la reelección y fue elegido nuevo decano José María Alonso ganando con 4.406 votos por los 3.880 obtenidos por Javier Íscar que quedó en segundo lugar. Tomó posesión el 8 de enero de 2018. En marzo de 2022 la junta general acordó el cambio de denominación a Ilustre Colegio de la Abogacía de Madrid con el objetivo recogido en su Plan de Igualdad: "se evitará la ambigüedad, se dotará al nombre de este Colegio de claridad y precisión respecto a quienes lo integran y se evitarán los usos que en nuestra lengua pueden contribuir a la discriminación e invisibilización de las mujeres en la sociedad". El cambio de denominación se hizo oficial con su publicación en el Boletín Oficial de la Comunidad de Madrid el 5 de julio de 2022. En diciembre de 2022 Eugenió Ribón, miembro de la junta anterior, ganó las elecciones para suceder a Alonso como Decano con 3680 votos por los 2805 obtenidos por Juan Gonzalo Ospina, 1750 por Miguel Durán, 1190 por Raúl Ochoa y 1152 por Ángeles Chinarro. Durante el mandato de Ribón se aprobó la reforma de sus estatutos en 2024, con el objetivo de modernizar la gobernanza, permitir el voto telemático en las elecciones e incorporar la docencia universitaria entre sus fines esenciales, concretándose con la creación de una Universidad ICAM adscrita al Colegio.

### Imagen corporativa

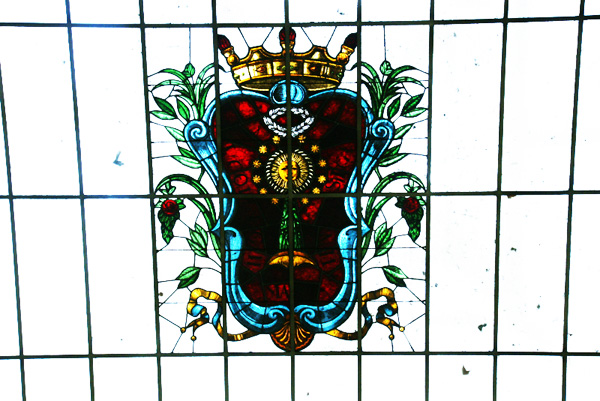
Escudo antiguo en la vidriera del patio del Colegio.

El primer escudo y sello del Colegio aparece en el siglo XVIII, sin quedar constancia de la fecha exacta de su diseño, si bien se señala un fecha aproximada entre 1732 y 1772, cuando ya aparece oficialmente reflejado en los estatutos. El escudo aparece en la base con una luneta, una media luna con rostro mirando hacia abajo. Sobre esta luneta nace un tronco sin ramas ni raíces sosteniendo un sol con rostro humano rodeado por dos círculos concéntricos. El escudo está timbrado con una corona de nobleza.
Existen dos interpretaciones sobre el sentido del escudo original, denominadas por Eugenio Lostau como popular y erudita. La popular y más común entiende que el escudo es una variación del árbol de la ciencia como el abogado, así es "la representación del asunto oscuro que llega al Abogado, quien por su sabiduría lo esclarece, que brilla como el sol, tan claro como el viril en el que se expone la sagrada adoración de los creyentes". En cuanto a la erudita, se centra más en un análisis heráldico y en el origen del Colegio de la Abogacía como congregación religiosa; descarta la idea del árbol de la ciencia, sosteniendo "que se trata simplemente de una palmera que representa a la Virgen patrona del Colegio, recordando que el 'Eclesiástico' y el Apocalipsis significan a la Virgen con una Palmera, y que hasta el patrón del Colegio, el olvidado San Ivo de Kermartin, podría estar representado por la Palmera".
El escudo y sello del colegio se mantuvo prácticamente sin alterar hasta los años 2000, cuando se retiró la corona, en un debate sobre su interpretación como mero símbolo monárquico o, como defienden los estudios heráldicos, una representación de la ley. En 2014, en el decanato de Sonia Gumpert, se realizó el cambio más profundo, simplificando la heráldica del escudo con la idea de "modernizar y al tiempo respetar el peso institucional e histórico de una marca de más de cuatro siglos de Historia": se restauró la corona, el tronco pasó a ser una columna de corte clásico, se incluye el nombre de la institución y desaparecen las palmas que rodeaban el escudo. Al mismo tiempo se adaptó en el borde del escudo el cambio de color corporativo que se reflejó también tanto en la página web como en las comunicaciones internas y externas. En febrero de 2023 se creó un sello corporativo para uso profesional por los colegiados, reproduciendo toda la simbología utilizada en la imagen corporativa del Colegio desde el siglo XVIII.

## Servicios

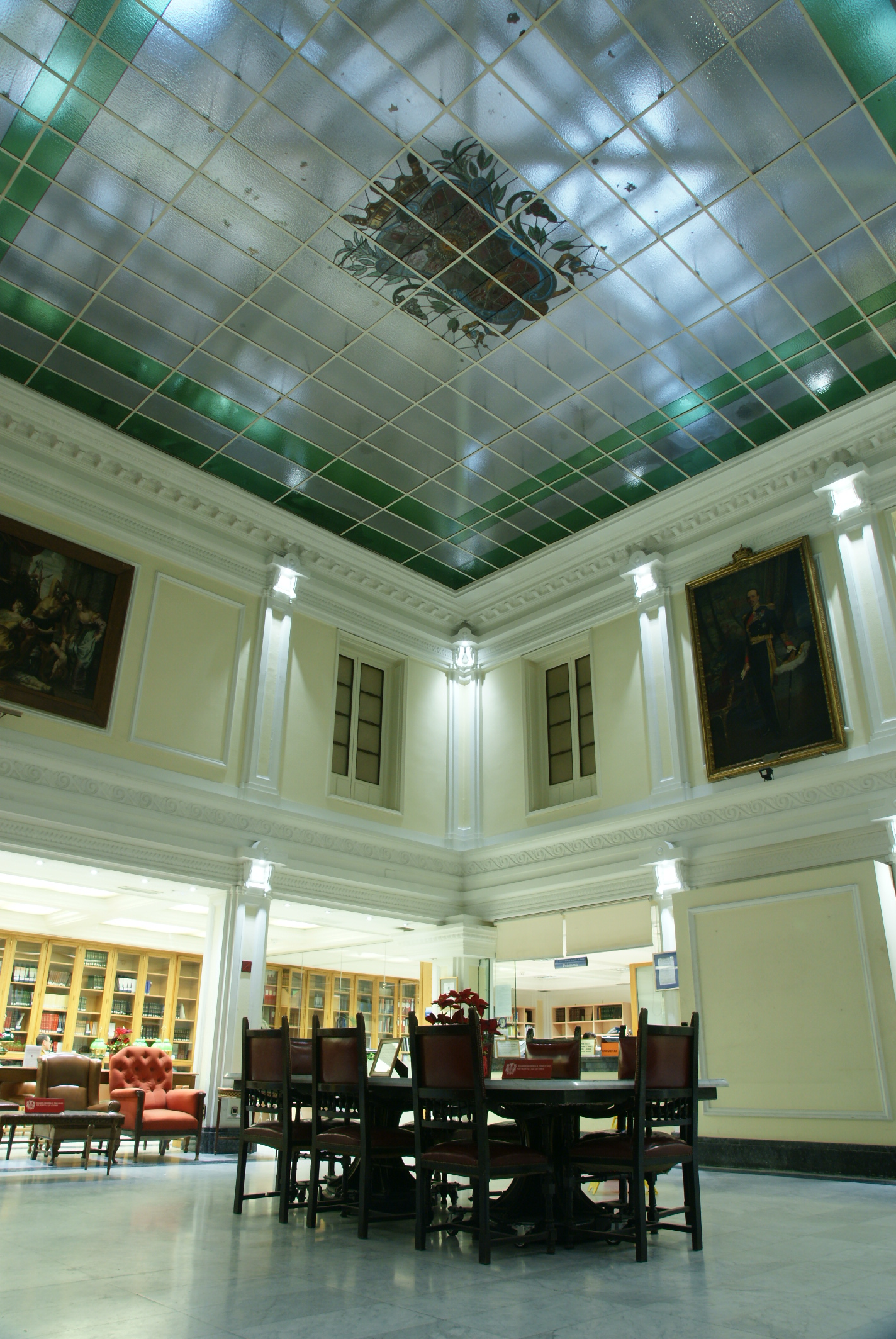
Patio interior de la Biblioteca del Ilustre Colegio de la Abogacía de Madrid

El Colegio de la Abogacía ofrece servicios tantos a sus miembros como a la ciudadanía como por ejemplo a través de los servicios de asistencia letrada al detenido y el turno de oficio, sufragado por la Comunidad de Madrid pero gestionado y organizado por la corporación. Los servicios al colegiado incluyen un Centro de Estudios que también realiza cursos externos en colaboración con universidades e instituciones, servicios de deontología, arbitraje y honorarios así como una bolsa de trabajo. Hasta 2013 se incluía un Servicio Médico propio, pero entre 2011 y 2013 se acordó el traspaso a una mutualidad externa de nueva creación.

### Biblioteca
Fundada en 1852 por el decano Cortina cuenta con más de 115.000 títulos en su catálogo. Por su fondo es considerada una de las mayores bibliotecas especializadas en derecho, incluyendo libros de carácter jurídico desde incunables del siglo XVI en adelante. En los últimos años se ha ampliado la adquisición de libros electrónicos y accesos a bases digitales jurídicas. Existe además un Archivo Histórico adscrito a la Biblioteca, conservando documentos desde la fundación del Colegio, especialmente los registros de incorporaciones.

## Lista de decanos
Hasta 1840 los Decanos se elegían anualmente sin posibilidad de reelección.
| Nombre                                        | Nombre | Mandato   | Notas                                     |
| --------------------------------------------- | ------ | --------- | ----------------------------------------- |
| Felipe Gómez Acebo                            |        | 1840-1841 |                                           |
| Juan Manuel González Acevedo                  |        | 1842-1845 |                                           |
| Luis Díaz Pérez                               |        | 1846-1847 |                                           |
| Manuel Cortina Arenzana                       |        | 1847-1878 | Reelegido 31 veces                        |
| Manuel Silvela y de Le Vielleuze              |        | 1879      |                                           |
| Eugenio Montero Ríos                          |        | 1880-1882 |                                           |
| Saturnino Álvarez Bugallal                    |        | 1883-1884 |                                           |
| José Carvajal Hué                             |        | 1885      |                                           |
| Manuel Silvela y de Le Vielleuze              |        | 1886-1891 | Segundo mandato, reelegido una vez        |
| Germán Gamazo y Calvo                         |        | 1892-1901 | Reelegido dos veces                       |
| José Canalejas Méndez                         |        | 1901-1906 | Reelegido una vez                         |
| Luis Díaz Cobeña                              |        | 1907-1914 | Reelegido dos veces                       |
| Martín Rosales Martel                         |        | 1915      |                                           |
| Manuel García Prieto                          |        | 1916-1921 |                                           |
| Francisco Bergamín García                     |        | 1922      |                                           |
| Melquíades Enrique Pico Martínez              |        | 1923      | Provisional                               |
| Juan de la Cierva y Peñafiel                  |        | 1923-1929 |                                           |
| Ángel Ossorio y Gallardo                      |        | 1930-1931 |                                           |
| Luis Miller Badillo                           |        | 1932      | Provisional                               |
| Melquíades Álvarez González-Posada            |        | 1932-1936 | Reelegido una vez                         |
| Francisco López de Goicoechea Inchaurrandieta |        | 1936      | Incautación por el ministerio de Justicia |
| Feliciano López y López de Uribe              |        | 1936-1937 |                                           |
| José Puig de Asprer                           |        | 1937-1938 |                                           |
| Lorenzo Barrio Morayta                        |        | 1938-1939 | Provisional                               |
| Adolfo Serra Valentín                         |        | 1939      | Junta designada por la Falange            |
| Antonio Goicoechea Cosculluela                |        | 1939-1953 |                                           |
| Manuel Escobedo Duato                         |        | 1953-1959 |                                           |
| José María Gutiérrez Ballesteros              |        | 1959-1960 | Provisional                               |
| Fausto Vicente Gella                          |        | 1960-1964 |                                           |
| José María Gutiérrez Ballesteros              |        | 1964      | Segundo mandato provisional               |
| José Luis del Valle Iturriaga                 |        | 1964-1972 |                                           |
| Basilio Edo                                   |        | 1972-1974 | Provisional                               |
| Antonio Pedrol Rius                           |        | 1974-1992 |                                           |
| Pedro Crespo de Lara                          |        | 1992-1993 | Provisional                               |
| Luis Martí Mingarro                           |        | 1993-2007 |                                           |
| Antonio Hernández-Gil Álvarez-Cienfuegos      |        | 2007-2012 |                                           |
| Sonia Gumpert Melgosa                         |        | 2012-2017 |                                           |
| José María Alonso Puig                        |        | 2018-2023 |                                           |
| Eugenio Ribón Seisdedos                       |        | 2023      | En el cargo                               |